# Venediger (horská skupina)
Venediger, skupina Venediger (německy Venedigergruppe) je druhá nejvyšší horská skupina Vysokých Taur. Leží v západní části pohoří Vysoké Taury, ve spolkových zemích Salcbursko a Východní Tyrolsko, na jihu Rakouska.
Na severu je pohoří odděleno od Kitzbühelských Alp údolím řeky Salzach, na jihu sousedí se skupinami Rieserferner a Villgratner. Na západě na skupinu Venediger navazují Zillertalské Alpy a na východě leží nejvyšší část Vysokých Taur skupina Glockner. Nejvyšší horou pohoří je Grossvenediger (3 674 m). Vrcholy nejvyšších hor pohoří pokrývají ledovce. K dalším nejvyšším vrcholům náleží Rainerhorn (3 560 m), Dreiherrenspitze (3 499 m) nebo Rötspitze (3 495 m).
Pohoří je součástí Národního parku Vysoké Taury.

## Galerie

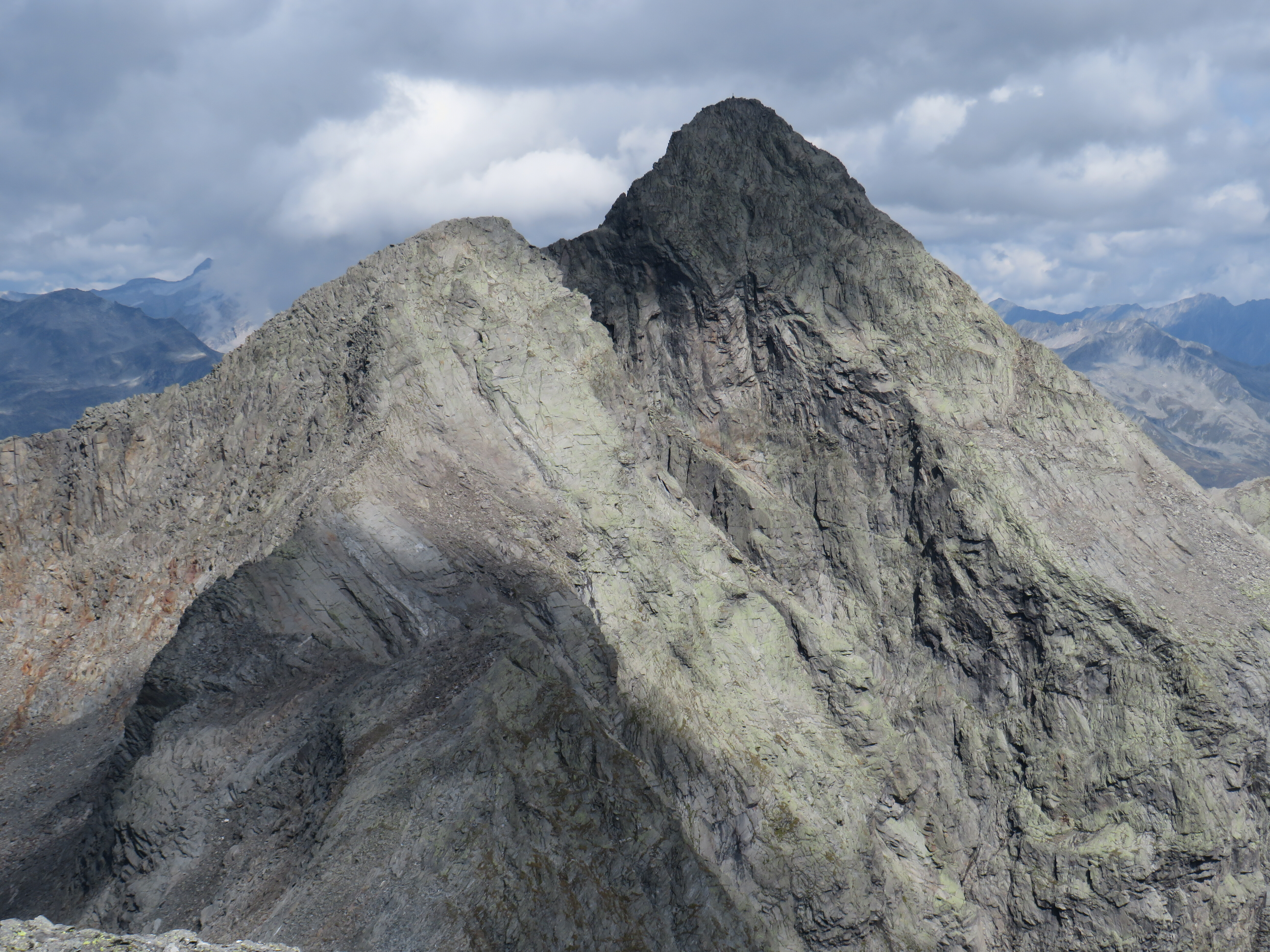
Durreck od jihozápadu
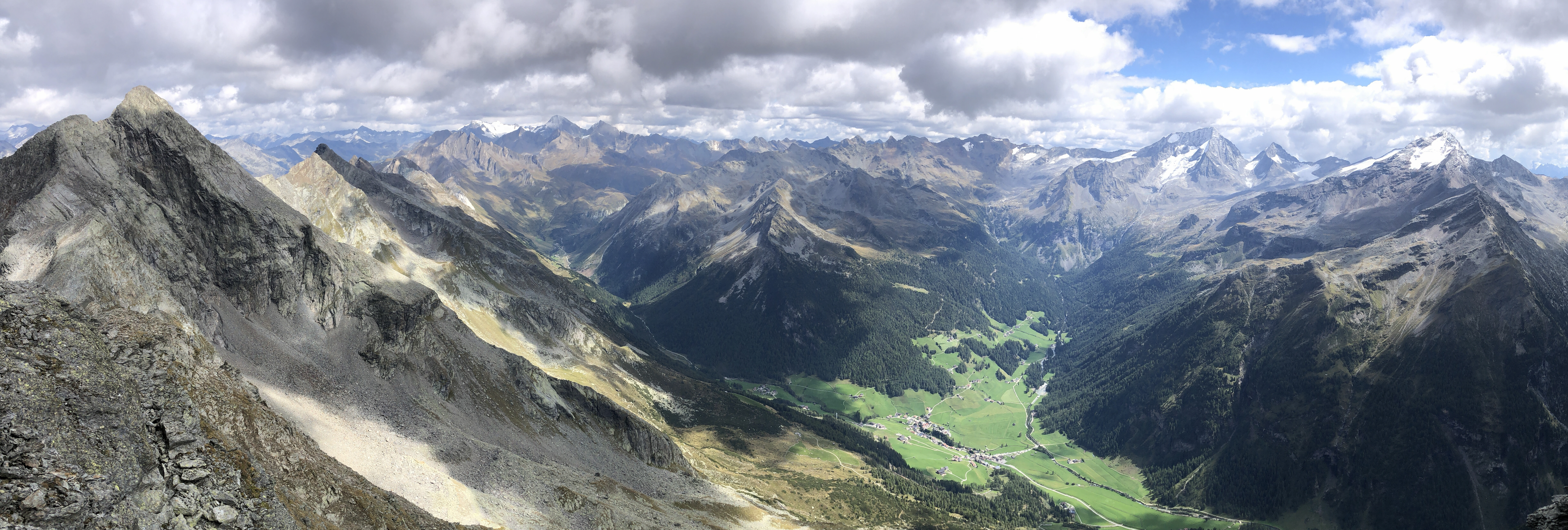
panorama pohoří Rieseferner
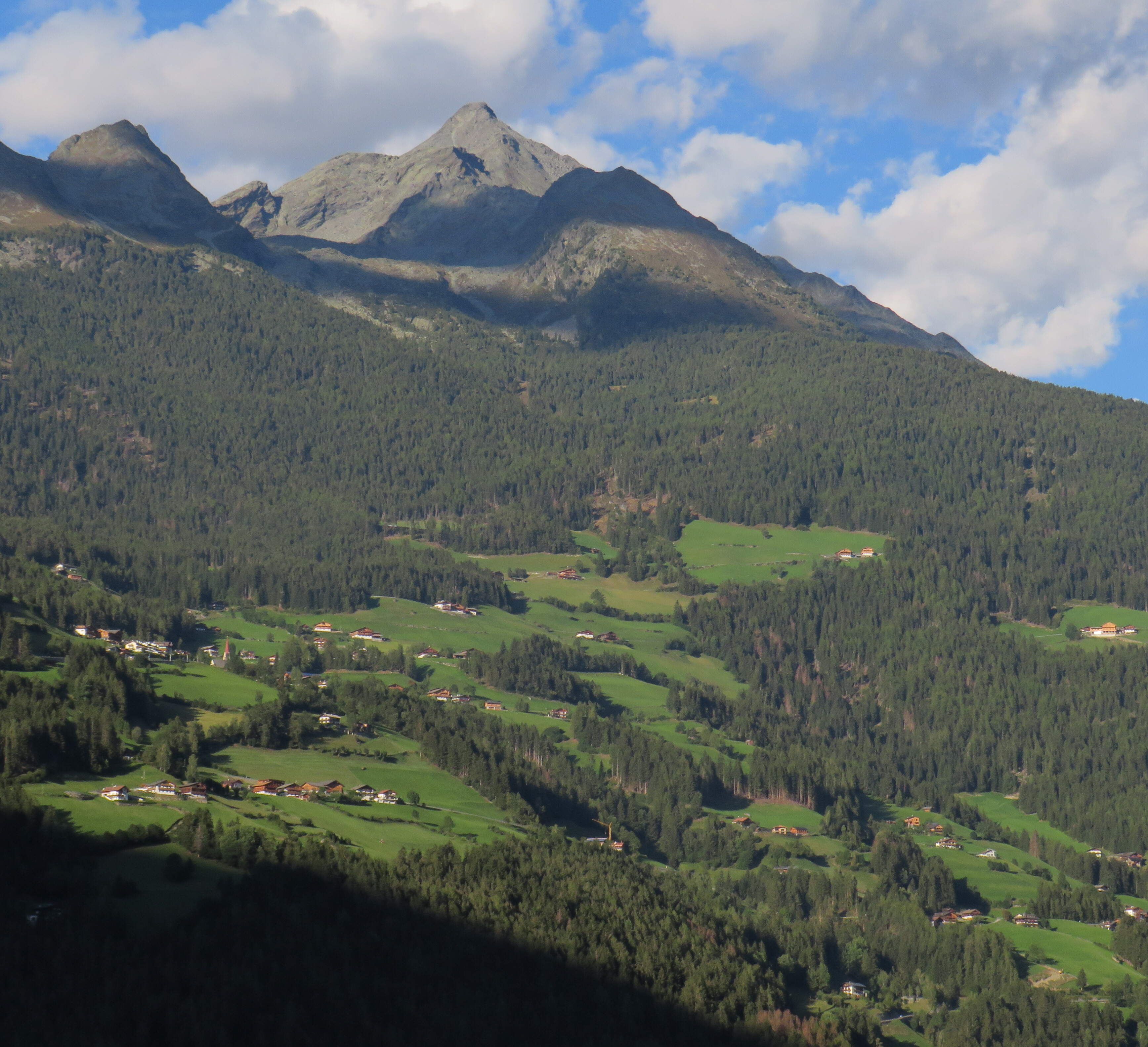
Zintnock, Kleiner a Großer Moosstock
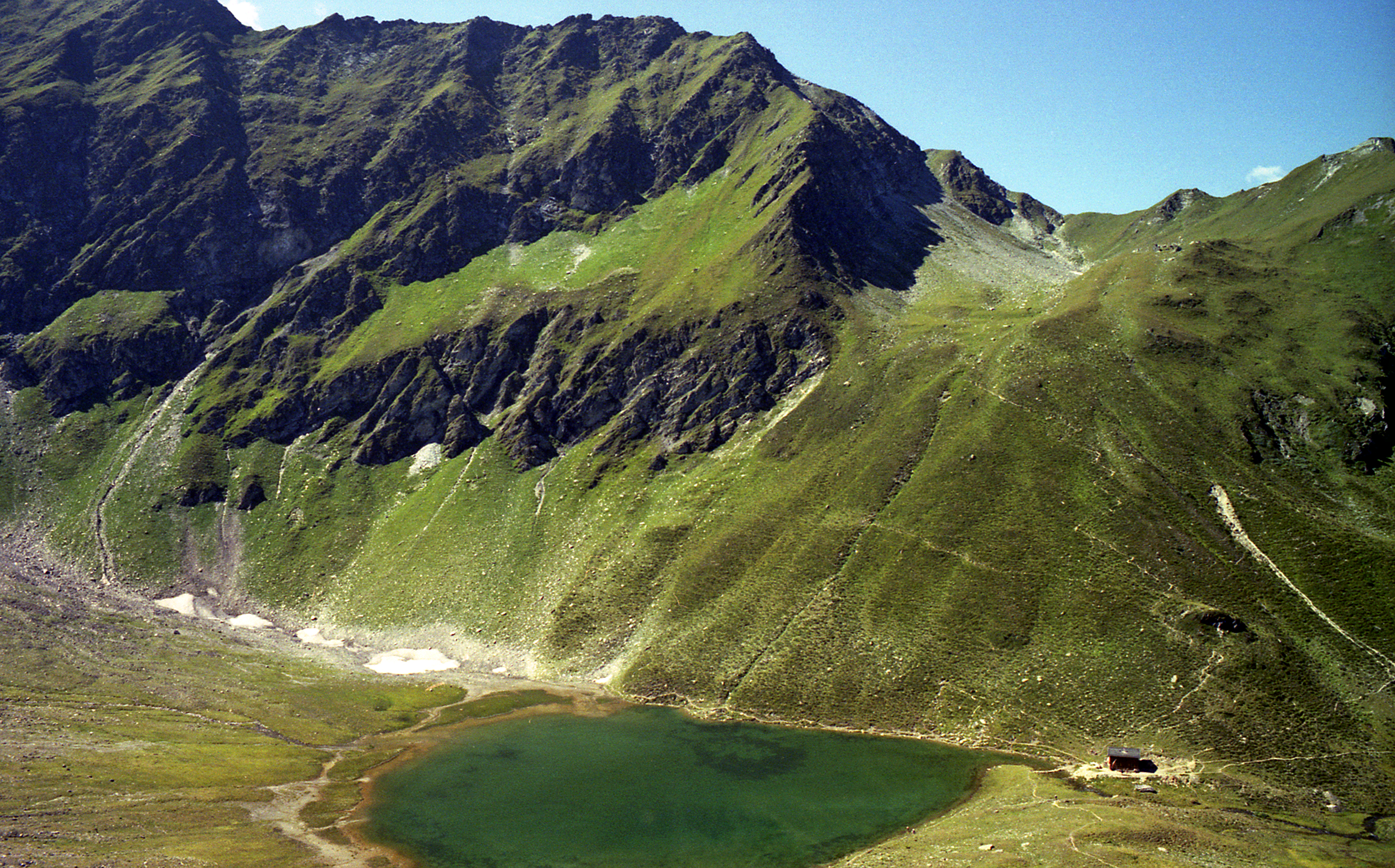
Berger-See-Hütte
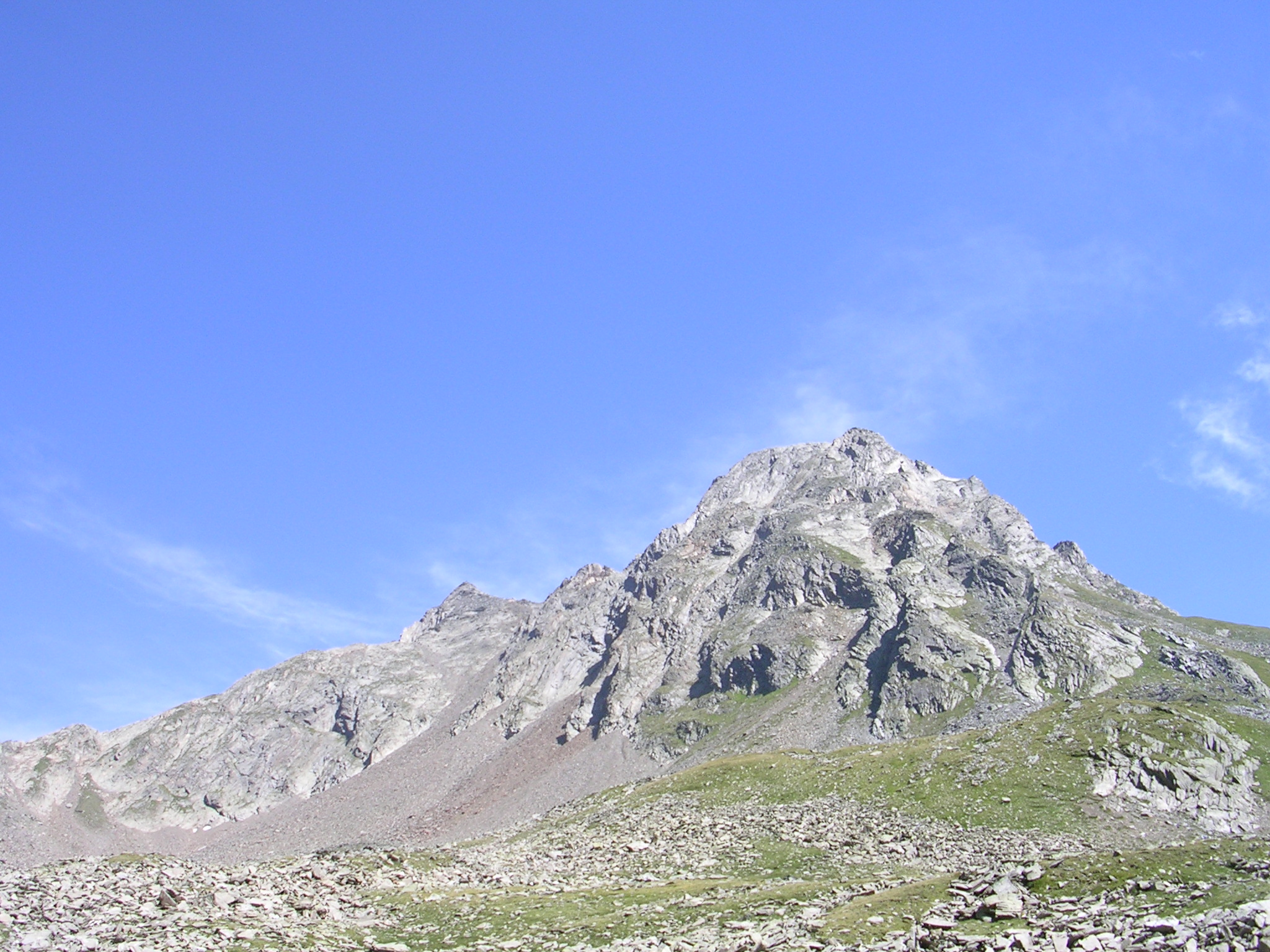
Lasörling - Kleiner (vprano) und Großer (třetí zleva) z Glauretu
Panorama od Schwarzkopfu po Roter Kogel z Wildenkogelu